# 甸恩·侯辛
甸恩·當尼·侯辛·韋治梅拿（荷蘭語：Dean Donny Huijsen Wijsmuller，發音：[ˈdiːn ˈɦœy.sə(n)]；2005年4月14日—），是一名荷蘭裔西班牙職業足球員，司職中堅，現效力西甲球隊皇家馬德里。於荷蘭出生的侯辛在國際賽事代表西班牙U21、西班牙國家足球隊。

## 球會生涯

### 祖雲達斯
侯辛在五歲時隨家人移居西班牙後在當地球會Costa Unida CF開始足球生涯，及後在十歲時加入馬拉加的青訓學院。他在2021年轉投祖雲達斯，在加盟的首個賽季效力球會的U17梯隊。他在2022–23賽季獲提升至U19梯隊，並在2022年12月的世界盃休賽期期間兩次為球會一隊在熱身賽中上陣。
2023年1月，侯辛獲提拔到祖雲達斯B隊，他在同月8日對陣波代諾內的意丙比賽中上演職業生涯地標戰。同年6月，他與祖雲達斯續約至2027年。10月22日，他在對陣AC米蘭的1–0勝仗中上演意甲地標戰，於比賽第78分鐘後備入替。他與B隊隊友一同在11月7日獲正式提拔至一隊。

#### 外借羅馬
2024年1月6日，意甲球會羅馬借入侯辛，為期半季。他在轉會翌日即首次為新球會上陣，於對陣阿特蘭大的意甲比賽中後備上陣。同年2月5日，他在對陣卡利亞里的比賽中首次在意甲入球，協助球隊以4–0大勝。

### 般尼茅夫
2024年7月30日，英超球會般尼茅夫宣布從祖雲達斯簽入侯辛，合約為期六年，轉會費為1520萬歐元，另設300萬歐元獎金。同年12月5日，他在對陣熱刺的英超賽事中射入比賽唯一入球，協助球隊以一球小勝，他也因此成為俱樂部歷史上在英超聯賽中最年輕的進球者。

### 皇家馬德里
2025年5月17日，西甲俱樂部皇家馬德里宣布簽下侯辛，這名球員將與皇馬簽約至2030年7月。這筆交易價值5,000萬英鎊，皇馬觸發了他的解約條款。

## 國家隊生涯
侯辛曾代表荷蘭U16、U17、U18、U19青年國家隊。2022年5月，侯辛入選荷蘭U17的2022年U17歐洲國家盃參賽名單，並在小組賽中兩次為球隊射入十二碼。荷蘭最終在決賽不敵西班牙，獲得賽事亞軍。
侯辛於2024年2月取得西班牙籍，取得在國際賽事代表西班牙的資格。他隨即在同年3月首次獲西班牙U21徵召，並在對陣比利時的2025年U21歐洲國家盃外圍賽中首次代表西班牙。
2025年3月17日，因伊尼戈·馬丁內斯受傷，胡伊森獲西班牙國家足球隊徵召對陣荷蘭的2024–25年歐洲國家聯賽。3月20日，胡伊森於第41分鐘首次代表西班牙國家足球隊亮相，替換了保·库瓦尔西。比賽以2-2結束，胡伊森是場上西班牙隊最好的球員之一。他稱自己的首秀就像一場「夢」。

## 個人生活
侯辛出生於荷蘭首都阿姆斯特丹，他在五歲時隨家人移民到西班牙，並在2024年2月取得西班牙籍。 
他的父親當尼·侯辛亦是一名職業足球員，並曾效力阿積士、AZ阿爾克馬爾等荷蘭球會。

## 生涯統計
最後更新：2024年12月26日
| 效力球會     | 球季     | 聯賽     | 聯賽 | 聯賽 | 國家盃賽 | 國家盃賽 | 聯賽盃賽 | 聯賽盃賽 | 其他 | 其他 | 總計 | 總計 |
| 效力球會     | 球季     | 聯賽     | 上陣 | 入球 | 上陣     | 入球     | 上陣     | 入球     | 上陣 | 入球 | 上陣 | 入球 |
| ------------ | -------- | -------- | ---- | ---- | -------- | -------- | -------- | -------- | ---- | ---- | ---- | ---- |
| 祖雲達斯B隊  | 2022–23  | 意丙     | 16   | 1    | —        | —        | —        | —        | 3    | 2    | 19   | 3    |
| 祖雲達斯B隊  | 2023–24  | 意丙     | 11   | 0    | —        | —        | —        | —        | —    | —    | 11   | 0    |
| 祖雲達斯B隊  | 總計     | 總計     | 27   | 1    | —        | —        | —        | —        | 3    | 2    | 30   | 3    |
| 祖雲達斯     | 2023–24  | 意甲     | 1    | 0    | 0        | 0        | —        | —        | —    | —    | 1    | 0    |
| 羅馬（外借） | 2023–24  | 意甲     | 13   | 2    | 1        | 0        | —        | —        | 0    | 0    | 14   | 2    |
| 般尼茅夫     | 2024–25  | 英超     | 12   | 2    | 0        | 0        | 1        | 0        | —    | —    | 13   | 2    |
| 生涯總計     | 生涯總計 | 生涯總計 | 53   | 5    | 1        | 0        | 1        | 0        | 3    | 2    | 58   | 7    |

1. ↑  於意丙意大利盃（英语：Coppa Italia Serie C）賽事上陣。

### 國家隊
最後更新：2025年6月8日
| 國家隊 | 年分 | 出賽 | 進球 |
| ------ | ---- | ---- | ---- |
| 西班牙 | 2025 | 4    | 0    |
| 總計   | 總計 | 4    | 0    |

## 荣誉
西班牙
- 歐洲國家聯賽亞軍：2024–25[33]

## 外部連結
- 般尼茅夫官方網站上的球員檔案